# Violator (banda)
Violator é uma banda brasileira de thrash metal fundada em Brasília no ano de 2002.
É formada por Pedro Arcanjo (vocal e baixo), Pedro Augusto (guitarra), Márcio Cambito (guitarra) e David Araya (bateria).
Desde o começo da carreira, a banda já realizou turnês por todo o Brasil e também por França, Paraguai, Argentina, Chile, Uruguai, Venezuela, Japão, Bélgica e Itália.
Em 2019, foi indicada pelo portal russo Ultimate Guitar como a 30ª melhor banda de rock do Brasil.

## História

### Antecedentes, formação e início
Pedro Arcanjo, apelidado "Poney", Pedro Augusto, o "Capaça", Márcio, o "Cambito", Pedro Araya, o "Batera", e Juan Lerda eram todos amigos desde a infância e decidiram começar a ensaiar juntos em 1999 em Brasília, onde moravam. Na época, tinham pouca habilidade com os instrumentos, mas continuaram ensaiando mesmo assim e, em 2002, quando estavam mais experientes, oficializaram o grupo e o batizaram de Violator, nome que escolheram porque queriam algo que rimasse com Kreator, banda que os influenciava.
Estavam insatisfeitos com o cenário musical da época na cidade, que estava no auge do new metal, pois consideravam aquilo tudo muito superficial, comercial e modista. Foi por causa disso que decidiram criar algo novo, mais sincero e visceral, inspirando-se nas bandas Kreator e Whiplash, das quais encontraram discos empoeirados em sebos da região e compraram.
Poney ficou responsável pelo vocal e pelo baixo, Capaça e Juan Lerda ficaram nas guitarras e Pedro Araya na bateria. Mais tarde, em 2005, já com alguns discos gravados e um certo sucesso consolidado, Juan Lerda saiu do conjunto.
O primeiro trabalho foi uma fita demo intitulada Killer Instinct, gravada ao vivo entre julho e agosto de 2002. As faixas foram bem recebidas pelas críticas de todo o Brasil e, assim, o grupo logo alcançou espaço na primeira coletânea da revista Web Zine Metal Vox. Com isso, até mesmo grandes gravadoras europeias convidaram a banda para ser produzida por elas, mas os jovens preferiram assinar contrato com a Killer Again Records, pequena gravadora da periferia brasiliense do amigo Antônio Rolldão. Tomaram essa decisão por considerar que assim teriam um envolvimento mais profundo com a produção da obra, mesmo tendo mais trabalho, pois para eles isso caracterizaria um dos grandes lemas do rock, que é o "faça você mesmo". Assim, em 2003 a Killer Again Records lançou o primeiro disco da banda, o split LP Fast-Food Thrash Metal, juntamente com as bandas Revival, Tsavo e Temenon.

### O sucesso
O sucesso da banda Violator já começou logo após a divulgação da fita demo Killer Instinct, primeiro trabalho do grupo, pois passaram a ser procurados por grandes gravadoras internacionais que haviam ouvido as faixas. Entretanto, preferiram trabalhar com a pequena Killer Again Records, gravadora da periferia brasiliense pertencente a um amigo, como uma forma de ter um envolvimento mais profundo com a obra e também para manter o "underground", termo muito usado pelos integrantes em entrevistas para afirmar que nunca quiseram ser estrelas do rock. "Se tem uma coisa que detestamos é esse deslumbre rock star, e nesse momento (um dos raros momentos, é bom destacar) eu me sinto bastante apto a falar em nome de todos da banda. Esse anseio por grandeza, fama e status, além de ser brega e ridículo é muito prejudicial para a própria cena underground, que é o que estamos realmente interessados", disse o vocalista Poney em entrevista concedida à revista O Subversivo Zine, em 2009. 
Mesmo assim, a banda sempre conquistou muitos fãs por seu carisma e seu som desde o início. Quando lançaram seu primeiro disco, o split LP Fast-Food Thrash Metal", juntamente com as bandas Revival, Tsavo e Temenon, em 2003, tornaram-se mais conhecidos ainda. 
No ano seguinte lançaram o primeiro EP, o Violent Mosh; e em 2005, outro split LP, o Violent War, que fizeram mais sucesso ainda, tanto que a renomada gravadora Earache Records, que já havia lançado grandes nomes do metal mundial, como Carcass, Napalm Death e Morbid Angel, convidou os meninos para a produção de um álbum. Como não queriam abandonar totalmente a Killer Again Records, decidiram fazer apenas um licenciamento com a gravadora internacional Earache Records e, então, através dela lançaram seu primeiro álbum em 2006, o Chemical Assault. Com ele, conseguiram fama mundial e logo foram chamados para fazer turnês por vários países. 
Primeiramente, as turnês internacionais foram realizadas em nove países da América do Sul, em 2007, com 48 shows dentro de cinco meses. Depois, fizeram três turnês na Europa em dezembro de 2008, onde tocou junto com Tankard, Strong, Tem e Sock Troopers, e duas no Japão em fevereiro de 2009, sendo que neste último país dividiram o palco com inúmeras bandas, como Hirax, Rose Rose, Fastkill, Abigail e King’s Evil.

### Diminuição das atividades
Em 2017, lançam o EP The Hidden Face of Death, cuja faixa “False Messiah” é uma crítica direcionada ao político Jair Messias Bolsonaro.
No dia 10 de janeiro de 2018, a Violator anunciou a suspensão de suas atividades no Brasil por tempo indeterminado em razão da mudança do guitarrista Capaça para a Irlanda. Como forma de despedida, a banda ainda fez um show no SESC de São Paulo no dia 20 de janeiro e outro em Cascavel, interior do Paraná, no dia 3 de fevereiro daquele ano.
No ano seguinte, em abril de 2019 o Violator aterrisou na China para realizar shows em Xangai e Pequim, uma visita rápida, mas suficientemente intensa para se tornar uma das maiores aventuras da banda. As histórias dessa viagem foram publicas no livro "VIOLATOR na China", um relato de Poney sobre o que viram e viveram em dias de festa, fúria e thrash metal nos subterrâneos do país mais populoso do mundo.
Em outubro do ano seguinte, Capaça retornou ao Brasil apenas para passar as férias e nesse período a banda fez uma breve turnê de quatro dias, sendo um dia em Manaus, um em Recife, um em São Paulo e outro em Brasília. A turnê foi intitulada "Disobey The False Messiah", como uma forma de protesto contra o governo do presidente da República, Jair Bolsonaro.

### Retorno
A banda voltou a se apresentar na posse do presidente Lula em 1 de janeiro de 2023. No mesmo ano, a banda anuncia a turnê "Sudamerica Siempre!", passando por cidades brasileiras como Recife, Manaus, Fortaleza, Natal e Portel (Pará), também com shows no Peru, México, Colômbia e um único show fora do continente latino-americano, na cidade de Daun (Alemanha). O grupo contou com a participação de Felipe Nizuma (ex-Blasthrash, Urutu) nas apresentações da turnê Sul-Americana, substituindo o guitarrista Capaça, que tocou somente no show na Alemanha.    

## Integrantes
- Pedro "Poney" Arcanjo - baixo e vocal (2002-presente)
- Pedro "Capaça" Augusto - guitarra (2002-presente)
- Márcio "Cambito" - guitarra (2006-presente)
- David "Batera" Araya - bateria (2002-presente)

### Ex-integrantes
- Juan Lerda - guitarra (2002-2005)

## Discografia

### EP's
- "Violent Mosh" - 2004
- "Annihilation Process" - 2010
- "The Hidden Face of Death" - 2017

### Álbuns de estúdio
- Chemical Assault - 2006
- Scenarios of Brutality - 2013

### Split EP's e Split LP's
- "Fast-Food Thrash Metal" (Split LP) - 2003 - com as bandas Revival, Tsavo e Temenon
- "Violent War" (Split LP) - 2005 - com a banda Bywar
- "Raging Thrash" (Split EP) - 2010 - com a banda Hirax
- "Thrashing The Tyrants" (Split LP) - 2010 - com a banda Bandanos
- "The Fall Of Silence" (Split LP) - 2013 - com a banda Farscape

### Demos
- "Killer Instinct" - 2002

### Videografia
- "Da Tribo #1" - 2006
- "Thrashin United Tour" - Live in Santiago - 2007
- "The Kids Will Have Their Say!" - Split DVD com a banda D.E.R (Gravado em 2012, mas lançado em 2014)